# アリス (グロスター公爵夫人)
グロスター公爵夫人アリス（英語: Princess Alice, Duchess of Gloucester, 1901年12月25日 - 2004年10月29日）は、グロスター公爵ヘンリー王子の妻。エリザベス2世の叔母にあたる。

## 人物
第9代クイーンズベリー公爵ジョン・モンタギュー＝ダグラス＝スコットとマーガレット・ブリッジマンの三女として生まれ、1935年にジョージ5世の三男グロスター公爵ヘンリーと結婚した。
1936年にグロスター公の次兄アルバート王子がジョージ6世として即位すると、王弟夫人として第二次世界大戦中には赤十字の活動に協力し、空軍の名誉職に就任、1944年から1947年までは、夫妻でオーストラリア総督を務めた。
ウィリアムとリチャードの2男をもうけるが、長男ウィリアムを1972年に航空機事故で亡くし、1974年には夫のグロスター公爵に先立たれた。
1999年に公務を肉体的な問題から退き、2003年8月20日で歴代の英国王室での最長寿となり、2004年10月29日、102歳309日で眠るように息を引き取った。なお現在、英国王室史上最長寿であった人物である。彼女に次ぐ英国王室長寿はエリザベス皇太后（王太后）である（101歳238日）。
- フルネーム - 英語: Alice Christabel Montagu-Douglas-Scott
- 正式称号 - 英語: Her Royal Highness Princess Alice, Duchess of Gloucester（英国における称号）